# Nana (mitologia nórdica)

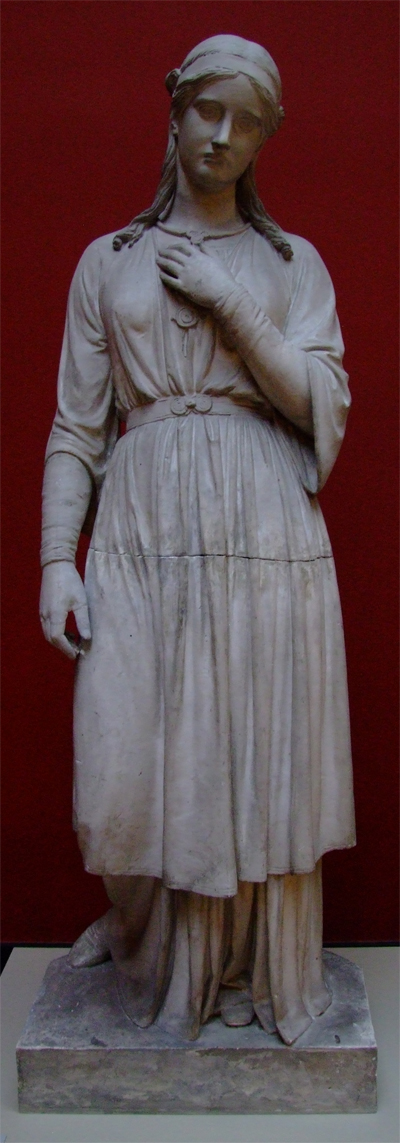
Nanna (1857) por Herman Wilhelm Bissen

Nana é uma deusa na mitologia nórdica, filha de Nep e esposa de Balder. Mesmo sendo uma giganta, morava com seu marido em Breidablik, no mundo de Asgard. Com seu esposo, ela é mãe de Forsetes. Quando Balder é assassinado por Hoder, ela fica tão desesperada na sua tristeza, que se joga na pira funerária de seu marido, que queimava no seu navio, Hringhorni.